# Тимохино (Некрасовский район)
Тимохино — село в Некрасовском районе Ярославской области, входит в состав сельского поселения Красный Профинтерн, относится к Аббакумцевскому сельскому округу.

## География
Расположено близ берега реки Рыбинка в 9 км к юго-западу от центра поселения посёлка Красный Профинтерн.

## История
Кирпичная церковь с трапезной и колокольней в селе была построена в 1797 году на средства Анны Лобковой и крестьянина Семёна Шерехова. Церковь имела два придела: Тихвинской иконы Божией Матери, в трапезной — Михаило-Архангельский. 
В конце XIX — начале XX века село входило в состав Залужской волости Даниловского уезда Ярославской губернии.
С 1929 года село являлось центром Тимохинского сельсовета Боровского района, с 1938 года — в составе Некрасовского района, с 1954 года — в составе Аббакумцевского сельсовета, с 2005 года — в составе сельского поселения Красный Профинтерн.

## Население
| 1859 | 1914 | 2007 | 2010 |
| ---- | ---- | ---- | ---- |
| 294  | ↗349 | ↘20  | →20  |

## Достопримечательности
В селе расположена недействующая Церковь Тихвинской иконы Божией Матери (1797).